# Stephen Schwartz
Stephen Lawrence Schwartz (sinh 6 tháng 3 năm 1948) là một nhà viết lời hát kiêm soạn nhạc phim nổi tiếng người Mỹ. Trong sự nghiệp của ông kéo dài hơn bốn thập kỷ, Schawartz đã viết lời và sáng tác nhạc cho rất nhiều bộ phim nhạc kịch nổi tiếng như Godspell (1971), Pippin (1972) và Wicked (2003). Ông cũng có những đóng góp to lớn cho những bộ phim đạt thành công vang dội như Pocahontas (1995), The Hunchback of Notre Dame (1996), The Prince of Egypt (2005; biên soạn cả lời hát và nhạc phim) và Enchanted (2007). Schwartz đã giành giải Drama Desk cho Viết lời Nhạc phim hay nhất, 3 Giải Grammy và nhận được 6 đề cử Giải Tony. Ông đã nhận được giải Isabelle Stevenson năm 2015, một giải Tony đặc biệt cho những cống hiến lớn lao trong âm nhạc và bồi dưỡng những tài năng mới nổi.

## Những năm đầu đời
Schwartz sinh ra ở Thành phố New York, là con của cặp vợ chồng Sheila Lorna (nhũ danh Siegel) - Stanley Leonard Schwartz. Bà Sheila là một giáo viên, trong khi ông Stanley làm việc trong ngành kinh doanh. Ông lớn lên ở vùng Williston Park thuộc địa phận Nassau County, New York, nơi ông tốt nghiệp Trường trung học Mineola năm 1964. Ông bắt đầu theo học piano và sáng tác nhạc ở trường Julliard ngay từ khi còn đang ngồi trên ghế nhà trường. Đến khi theo học tại Trường Đại học Carnegie Mellon, Schwartz bắt đầu sáng tác nhạc kiêm đạo diễn cho màn mở đầu của vở kịch Pippin (phần mở đầu Pippin) với nhóm sinh viên biểu diễn Scotch'n'Soda. Schwartz đã tốt nghiệp Trường Đại học Carnegie Mellon với một giải BFA cho vở kịch đó.